# GUN (ソニックシリーズ)
GUNは、セガのビデオゲーム『ソニックシリーズ』に登場する架空の軍隊。正式名称は『Guardian Units of Nations』であり、頭文字を取ってGUN(ガン)と呼ばれる。

## 概要
初登場は『ソニックアドベンチャー2』。
ソニック達の住む世界を統括する国家『連邦政府』の所有する軍隊。Guardian Units of Nationを直訳すると『国家防衛軍』となり、その意味の通り、連邦政府にとっての自衛隊のような存在である。警備や偵察などは全て無人機動メカに依存しているために、生身での戦闘力は高いとは言えない。
世界各地にメカが点在しているが、そのメカが(それが機械の限界とはいえ)周囲への被害を考慮せずに攻撃を行い、ソニック達や一般人も平然と攻撃してくるため、一般人にはあまり好まれていない。連邦政府を守るため、エッグマン帝国軍やブラックアームズと対立するが、いつも負けている。ソニックライダーズ シューティングスターストーリーでは、国際警備機構として劇中のニュースで登場してる。
実写作品では2作目「ソニック・ザ・ムービー/ソニック VS ナックルズ」から登場。ウォルターズ司令官が創設したアメリカの軍事組織となっている。2作目及び3作目ではシャドウを封印していることが判明した。

## GUNの組織
司令官 (Commander)
声 - 銀河万丈、寺崎裕香（ソニック × シャドウ ジェネレーションズ 闇の序章：少年期）
GUNの最高司令官。本名はエイブラハム・タワー（Abraham Tower）。沈着冷静で何事にも動じず、常に適切な判断を下すため、GUNの兵士達の間では『鉄の心を持つ男』と呼ばれている。還暦間近の年齢だと思われるが体つきはしっかりしており、場合によっては自ら戦闘に出向くなど、優秀な兵士でもある。オッドアイの持ち主で、左目が緑、右目が黄色となっている。50年前にアークに住んでいた頃、マリアとは姉弟のように仲が良かった。アーク封滅作戦の唯一の生き残りであり、その原因となったシャドウを50年もの間憎み続けていた。GUNに入隊したのもそのためであるが、その頃には既にシャドウはGUNの手により封印されていた。ブラックアームズによる一連の事件でシャドウに助けられたことにより、以後協力的な態度を示すようになる。連邦政府大統領を心から慕っている。
理由は違えども、過去の経歴からシャドウと同じく憎しみを抱く点ではシャドウとは似た者同士と言える。
初登場時には本名は明かされなかったものの、アメコミ版『ソニック・ユニバース』の1～4巻までは『アブラハム・タワー』と言う名前になっており、後にこの名前がゲームシリーズに逆輸入された。特にアメコミ版ではシャドウとの因縁は全くなかった事になっており、逆に良き上司と部下と言う関係になっている。
GUNの兵士達(GUN Soldier)
声 - 大川透、 落合弘治、吉田孝
GUNに所属する人間兵士。特に階級などは明らかになっていない。主に災害時の負傷者の救護や民間人の避難などにあたる。メカ達に依存しすぎているためか実戦に慣れておらず、とにかく頼りない。

## GUNの量産型メカ
ビートルシリーズ(BEETLE Series)
GUNが作り出した飛行型の偵察用メカ。最も一般的で数の多いメカであり、中には警備用に銃を装備したタイプもいる。
モノビートル(MONO BEETLE)
ガンビートル(GUN BEETLE)
ボムビートル(BOMB BEETLE)
ガンウイング(GUN WING)
ボムウイング(BOMB WING)
スパークビートル(SPARK BEETLE)
スプリングビートル(SPRING BEETLE)
ゴールドビートル(GOLD BEETLE)
ハンターシリーズ(HUNTER Series)
GUNが作り出した警備メカ。右手に銃を装備している。
ガンハンター(GUN HUNTER)
レーザーハンター(LASER HUNTER)
銃がレーザーライフルに換装されたハンターシリーズ。
シールドハンター(SHIELD HUNTER)
左手にシールドを装備しているハンターシリーズ。足下が弱点。
ホークシリーズ(HAWK Series)
ビートルシリーズを改良して生み出された、飛行型の戦闘メカ。警備ビートルよりも強力な攻撃を放ってくる。
ガンホーク(GUN HAWK)
レーザーホーク(LASER HAWK)
ガムホーク(GUM HAWK)
スカイホーク(SKY HAWK)
ボムホーク(BOMB HAWK)
トルーパーシリーズ (TROOPER Series)
ハンターシリーズを改良して生み出された戦闘メカ。火力、装甲、移動速度共にブラックアームズと渡り合えるほどの能力を誇る。
GUNトルーパー(GUN TROOPER)
ギガトルーパー(GIGA TROOPER)
ホーネットシリーズ(HORNET Series)
核となる部分を中心に、放射状に銃を装備した戦闘メカ。大量のホーミング爆弾を放ってきたり、レーザーを飛ばしてきたりする。
ホーネット3(HORNET 3)
銃を3つ搭載したホーネットシリーズ。
ホーネット6(HORNET 6)
銃を6つ搭載したホーネットシリーズ。
ホーネット9(HORNET 9)
銃を9つ搭載したホーネットシリーズ。
レーザーホーネット(LASER HORNET)
通常の銃ではなく、レーザー砲を装備したホーネットシリーズ。
フェニックス(PHOENIX)
ファイターシリーズ(FIGHTER Series)
GUNの所有する無人機動戦闘機。音速で飛来して爆撃を行い、どこかへ飛び去っていく。
ブルーイーグル(BLUE EAGLE)
リノシリーズ(RHINO Series)
小型の無人戦車。敵を発見すると突進攻撃を繰り出す。
リノジェット(RHINO JET)
リノキャノン(RHINO CANNON)
大砲を装備したリノシリーズ。突進はせず、爆弾を撃ってくる。
リノスパイク(RHINO SPIKE)
前面にトゲを装備したリノシリーズ。当然、正面からの攻撃は効かない。
リノメタル(RHINO METAL)
前面に装甲を増設したリノシリーズ。
リノスプリング(RHINO SPRING)
ビッグフットTYPEA(BIG FOOT TYPEA)
ビッグフットを小型化、量産化した機動兵器。ロケット砲が搭載されておらず、攻撃方法はバルカン砲のみ。
ビッグフットTYPEB(BIG FOOT TYPEB)
ビッグフットTYPEAの改良型。ロケット砲が増設され、ビッグフットをそのまま小さくしたような外見になっている。

## GUNの大型メカ
大型トレーラー
『ソニックアドベンチャー2』に登場。GUNの所有する、二車線を跨ぐほどの巨大なトレーラー。「シティエスケープ」にて登場し、ヘリから脱走したソニックを追跡。周囲の車や植物を体当たりでなぎ倒しながらソニックを追いかけまわしたが、建物の下をくぐり抜けたソニックを追跡しきれず建物に激突し停止した。
『ソニックジェネレーションズ』の「シティエスケープ」でも登場するが、『ソニックアドベンチャー2』では無かった大幅な改造を施されており、クラシックではコンテナの上部が開いてロボットが出撃するハッチとなる。モダンではコンテナの上部が開いて巨大な丸鋸が付いた3つのアームを展開し、更にコンテナの側面が開いてジェットエンジンを露出し、空を飛行する事が出来るようになっている。
F-6t ビッグフット (F-6t BIG FOOT)
『ソニックアドベンチャー2』に登場。GUNの所有する対テロ作戦用大型戦闘兵器。逆関節の脚部を2つ持つが歩行は殆どせず、主に装備したホバーエンジンで飛行して移動する。機首のコクピット下部にバルカン砲、上部左右に4連装ロケットランチャーを装備。作中ではスコーピオン小隊所属機が1機登場し、シャドウと誤認されたソニックの捕獲に送り込まれたものの返り討ちにあった。
B-3x ホットショット (B-3x HOT SHOT)
『ソニックアドベンチャー2』に登場。GUNが保有する大型戦闘兵器で、ビッグフットの改良型。バルカン砲の下部に追尾式エネルギー弾を発射するホーミングキャノンが増設されている。作中では機密エリア警備用として運用されており、プリズンアイランドの警備に当たっていたスパイダー小隊所属機1機がシャドウに撃破されている。
R-1/A フライングドッグ (R-1/A FLYING DOG)
『ソニックアドベンチャー2』に登場。GUNが保有する大型戦闘兵器で、ホットショットの改良型。ビッグフット/ホットショットの弱点だった着地時間を、脚部を廃止し代わりにブースターを増設することで常にホバリングするという方法で克服しており、機動性が大幅に改善されている。作中ではプリズンアイランドの警備に当たっていた1機がルージュに撃破されている。
ヘビードッグ (HEAVY DOG)
『シャドウ・ザ・ヘッジホッグ』に登場。50年前に生み出された、GUNの巨大戦闘兵器。多数のロケット砲や機雷のほか、『粒子放射砲』という水平方向の円状に強力な衝撃波を放つ武装を備えている。1機がシャドウに撃破された。
なお、作中に登場した機体は50年前に運用されていたものを回想している、という形であり、現在において実物は既に存在していない。
ブルーファルコン (BLUE FALCON)
『シャドウ・ザ・ヘッジホッグ』に登場。ヘビードッグを改良して50年越しに開発された巨大戦闘兵器。宇宙空間での自由な戦闘が可能となる程の強固な装甲を持つ。アークの警備に当たっており、シャドウに撃墜された。
ディアブロン (DIABLON)
『シャドウ・ザ・ヘッジホッグ』に登場。GUNの総力を結集して生み出された究極の戦闘兵器。人型の上半身だけが腰部のジェットエンジンで浮いているという外見。この星の脅威に対抗する最終手段ということで開発されているが、未完成の状態であり、搭乗者の安全は保証されていない。攻撃方法は両腕を使った殴打、頭部のレーザーの他に、粒子放射砲の最終形態であり、球状に衝撃波を放つ『反物質粒子砲』を備えている。
司令官が自ら操縦しており、ソニックと協力し、シャドウと交戦する。

## GUNの施設
- プリズンアイランド